# عملية الأمم المتحدة الثانية في الصومال
عملية الأمم المتحدة الثانية في الصومال هي المرحلة الثانية من تدخل الأمم المتحدة في الصومال، وقع التدخل في الفترة من شهر مارس هام 1993 حتى مارس 1995. نفذت العملية الثانية بواسطة «قوة المهام الموحدة» بقيادة الولايات المتحدة، والذي بدورها كانت استبدال لعملية الأمم المتحدة الأولى التي كانت غير فعالة. كان الهدف من العملية خلق بيئة آمنة بما فيها توفير الأمن الكافي للعمليات الإنسانية التي تعين الاضطلاع بها في البلاد الذي انعدم فيها القانون والتي تعاني من المجاعة وإعادة بناء الدولة الصومالية. تدخل الأمم المتحدة الثاني في الصومال يعرف أيضًا بمعركة مقديشو.
كانت عملية الأمم المتحدة الثانية في الصومال مبادرة متعددة الجنسيات، حيث جمعت أكثر من 22,000 جندي من 27 دولة. وكانت هذه العملية أكبر قوة متعددة الأطراف يتم تجميعها على الإطلاق لحفظ السلام، وفي ذلك الوقت كانت أيضًا أكثر العمليات تكلفة للأمم المتحدة. والجدير بالذكر أنها كانت أول بعثة للأمم المتحدة يتم تفويضها منذ البداية لاستخدام القوة العسكرية بشكل استباقي، بما يتجاوز الدفاع عن النفس.
بعد أربعة أشهر من توليها مهامها في يونيو/حزيران 1993، تحولت عملية الأمم المتحدة الثانية في الصومال إلى حملة عسكرية، حيث وجدت نفسها متورطة في صراع مسلح مع الفصائل الصومالية، وخاصة ضد «التحالف الوطني الصومالي» بقيادة الجنرال وأمير الحرب محمد فرح عيديد. ومع زيادة التدخل، أصبح العمليات العسكرية بشكل أساسي ضد التحالف الوطني الصومالي، مما أدى إلى تهميش المهمة الأساسية وهي المصالحة السياسية وبناء المؤسسات والمساعدات الإنسانية.
بعد ثلاثة أشهر من بدء الصراع، نفذ الجيش الأمريكي «عملية الثعبان القوطي» لمساعدة قوات الأمم المتحدة في الصومال ضد الجيش الوطني الصومالي باستخدام القوات الخاصة. وبعد فترة وجيزة، اندلعت معركة مقديشو سيئة السمعة، مما أدى إلى نهاية مطاردة عيديد والعمليات العسكرية في الصومال. انسحبت الولايات المتحدة بعد سِتة أشهر من المعركة، وغادرت القوات التابعة للأمم المتحدة المتبقية من الصومال في أوائل عام 1995، منهيةً العملية.
واجهت قوة الأمم المتحدة الثانية في الصومال انتقادات شديدة بسبب مزاعم انتهاكات حقوق الإنسان، وانتهاكات القانون الدولي، واستخدام القوة المفرطة، مما أثار التدقيق من جانب مجموعة واسعة من المنظمات الإنسانية والأكاديميين والصحفيين. وعلاوة على ذلك، تعرضت العملية لانتقادات واسعة النطاق بسبب التركيز المفرط على العمليات العسكرية، وهو ما ابتعد عن هدفها الإنساني الأصلي.

## عملية التدخل الثانية

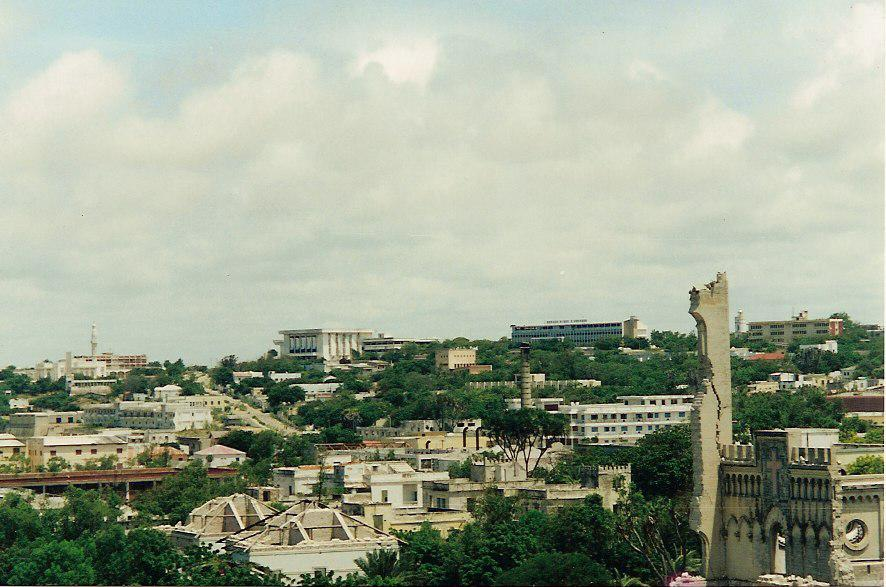
أُفق مقديشو في وقت بعثة الأمم المتحدة في الصومال

تم الاتفاق على تشكيل الحكومة الفيدرالية الصومالية على أساس 18 منطقة تمثل حكم ذاتي، وذلك من قبل قادة الفصائل المسلحة المختلفة في الصومال، وكان الهدف من العملية الثانية دعم هذا النظام الجديد والشروع في بناء الدولة في الصومال. وشمل ذلك نزع سلاح الفصائل المختلفة، واستعادة القانون والنظام، ومساعدة الناس على اقامة حكومة تمثيلية، واعادة بناء البنية التحتية.
كانت عملية الأمم المتحدة الثانية في الصومال تمثل قوة قوامها 28.000 فرد من بينهم 22,000 جندي وحوالي 8,000 موظف لوجستي بالإضافة للموظفين المدنيين من أستراليا، النمسا، بنغلاديش، بلجيكا، بوتسوانا، كندا، مصر، فيجي، فنلندا، فرنسا، ألمانيا، اليونان، الهند، إندونيسيا، أيرلندا، إيطاليا، الكويت، الأردن، ماليزيا، المغرب، نيبال، نيوزيلندا، نيجيريا، النرويج، باكستان، إسبانيا، كوريا الجنوبية، رومانيا، المملكة العربية السعودية، السويد، تونس، تركيا، الإمارات العربية المتحدة، والمملكة المتحدة، والولايات المتحدة الأمريكية وزيمبابوي. كما قدمت الولايات المتحدة 1.167 جندي كقوة للرد السريع تحت سيطرة الولايات المتحدة، والتي ستتمركز على سفن البحرية الأمريكية قبالة سواحل الصومال، تكون هذه القوة قادرة على الرد على التهديدات الطارئة التي ربما تواجه عملية الأمم المتحدة.
يوم 5 يونيو، أرسلت القوات الباكستانية للتحقيق في مستودع للأسلحة تابعة لجماعة وارلود الصومالي التي تتبع محمد فرح عيديد المنافس على رئاسة الجمهورية، عندما وصلت القوة الباكستانية استقبلهم المتظاهرون الصوماليين الغاضبين، ولقي أربعة وعشرين جنديًا باكستانيًا من أفراد تفتيش الأسلحة مصرعهم، بزعم أن قوات يعتقد أنهم مرتبطون مع عيديد قد شنوا هجومًا قاتلًا على قوات حفظ السلام.
ردت الأمم المتحدة في اليوم التالي باصدار القرار 837، مؤكدة أن الأمين العام أذن باتخاذ جميع التدابير اللازمة ضد المسؤولين عن الهجمات المسلحة، وإقامة السلطة الفعلية للعملية الثانية في جميع أنحاء الصومال. في 12 يونيو 1993 بدأت القوات الأمريكية بمهاجمة أهداف في مقديشو على أمل العثور على عيديد، الحملة استمرت حتى 16 يونيو حزيران. يوم 17 يونيو وصدر أمر بمبلغ 25,000$ من قبل الأدميرال جوناثان هاو لمن يدلي بمعلومات تؤدي إلى القبض على عيديد، طلب أيضًا قوة انقاذ لمكافحة الإرهاب بعد قتل القوات الباكستانية.
مطاردة عيديد تميزت بكثير من تدخل الأمم المتحدة في الصومال، وبدأت الوتيرة متزايدة في العمليات العسكرية التي نفذت في مقديشو، ما تسببت في سقوط ضحايا من المدنيين وأثرت على العلاقة بين القوات الاجنبية والشعب الصومالي، وقد صورت قوات الامم المتحدة كالمتطفلين الأجانب، ولا سيما بعد حوادث سقوط ضحايا من المدنيين باطلاق النار بالجملة على الحشود. في 12 يوليو تعرض المنزل الذي كان زعماء القبائل مجتمعين فيه لهجوم من قبل مروحيات كوبرا الولايات المتحدة، والتي دمرت العديد من المباني وتوفي العديد من الصوماليين فيها. وعندما ذهب أربعة من الصحفيين الغربيين للتحقيق في الحادث، تعرضوا للضرب حتى الموت على يد متظاهرين صوماليين. وقد كان الصحفيون: هانسي كراوس من اسوشيتد برس، ودان الدون، هوس ماينا وانطوني ماشاريا وكلهم من وكالة رويترز.
الصوماليين الذين أصيبوا بخيبة أمل بسبب فشل الامم المتحدة في نزع سلاح أمراء الحرب في مقديشو، بدؤا بدعم أمراء الحرب. بدأ شبح الأصولية الإسلامية في الارتفاع، حيث سعى قادة الميليشيات إلى استخدام الدين كنقطة تجمع للمشاعر المناهضة للأمم المتحدة. كما أصبح الأمريكيون أكثر انعزالية، وبدأ أمراء الحرب باستعادة السيطرة على العديد من المناطق في مقديشو. مع كل فشل لإلقاء القبض على عيديد نمت الميليشيات وأصبحت أكثر جريئة. وبدأت الخلافات الخطيرة بين الدول المساهمة في العملية الثانية وتفاقمة إلى تطوير، وكان هذا الاختلاف مع إيطاليا على وجه الخصوص كونه ناقد كبير من الطرق الأمريكية في العملية.
بدأت الميليشيات الصومالية التي تستهدف قوات حفظ السلام بشن الهجمات، مما تسبب في سقوط المزيد من الضحايا. يوم 8 أغسطس فجر ميليشيا عيديد قنبلة بالتحكم عن بعد ضد مركبة عسكرية أمريكية، قتلت أول أربعة جنود أمريكيين، بعد أسبوعين أصيب سبعة من الجنود في هجوم آخر. ردًا على ذلك وافق الرئيس بيل كلينتون على اقتراح لنشر قوة المهمات الخاصة المؤلفة من 400 في الجيش الأمريكي في مقديشو، وبدأت في مطاردة عيديد في ما أصبح يعرف باسم عملية الثعبان القوطي. في 3 أكتوبر 1993 داهمت قوة المهام فندق في مقديشو يعتقد أن عيديد يختبئ فيه، ما أعقب ذلك فترة طويلة اتسمت بالدموية والفتك من معارك القوات الأمريكية في الصومال، في ما أصبح لاحقا يعرف باسم معركة مقديشو، قتل فيها ثمانية عشر جنديًا أمريكيًا.

## انتهاء العملية
في 7 أكتوبر وفي كلمة بثها التلفزيون أعلن الرئيس الأمريكي عن موعد أقصاه 31 مارس 1994 للانسحاب من الصومال. ثم صدر القرار 954 الذي صدر في 4 نوفمبر، ونص على تمديد ولاية الأمم المتحدة في الصومال لفترة أخيرة حتى 31 مارس 1995. تم انسحاب الجنود الأمريكيين تمامًا يوم 3 مارس 1994، في وقت سابق بحوالي 28 يومًا مما كان مقررًا. دول أخرى مثل بلجيكا وفرنسا والسويد قررا أيضا الانسحاب في هذا الوقت.
في 4 نوفمبر 1994 وبعد جهود السلام من قبل الأمم المتحدة في الصومال قام مجلس الأمن التابع للأمم المتحدة بالتصويت بالاجماع على سحب جميع القوات في القرار 954. في 16 نوفمبر أصدر قرار مجلس الأمن رقم 897، بالدعوة إلى السلام وإعادة الإعمار. انتهت ولاية بعثة الأمم المتحدة الثانية في مارس اذار عام 1995 عندما ساعدت السفن الأمريكية قبالة سواحل الصومال في الخروج الآمن لقوات الأمم المتحدة في الصومال. في أوائل عام 1994 أنشأ مجلس الأمن الموعد النهائي لبعثة مارس 1995. وقد تم الانتهاء من انسحاب قوات الامم المتحدة من الصومال يوم 28 مارس 1995.
أجريت محادثات المصالحة على مدى أشهر بعد الانسحاب، ونصت المصالحة على وقف إطلاق النار، ونزع سلاح الميليشيات وعقد مؤتمر لتعيين حكومة جديدة بيد أن الاستعدادات للمؤتمر تم تأجيله مرارًا والعديد من قادة الفصائل تجاهل ببساطة الاتفاق. تولى ابن عيديد حسين محمد فرح رئاسة منظمة وارلود بعد وفاة والده في معركة في أغسطس 1996. وقد كان أحد جنود مشاة البحرية الأمريكية السابقين الذين خدموا خلال عملية استعادة الأمل في عام 1992. شاركت الصومال في المحادثات في ديسمبر عام 1997 والتي عقدت في القاهرة، حيث وقع عيديد ومهدي وهو زعيم حرب صومالي آخر إعلان المبادئ. ووعد البيان إطلاق مؤتمرات المصالحة في شهر فبراير عام 1998 وإلى إعداد ميثاق الحكومة الانتقالية.

## صور

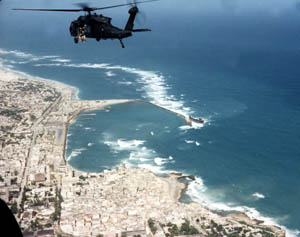
طائرة بلاك هوك أمريكية تقوم بدوريات فوق مقديشو.
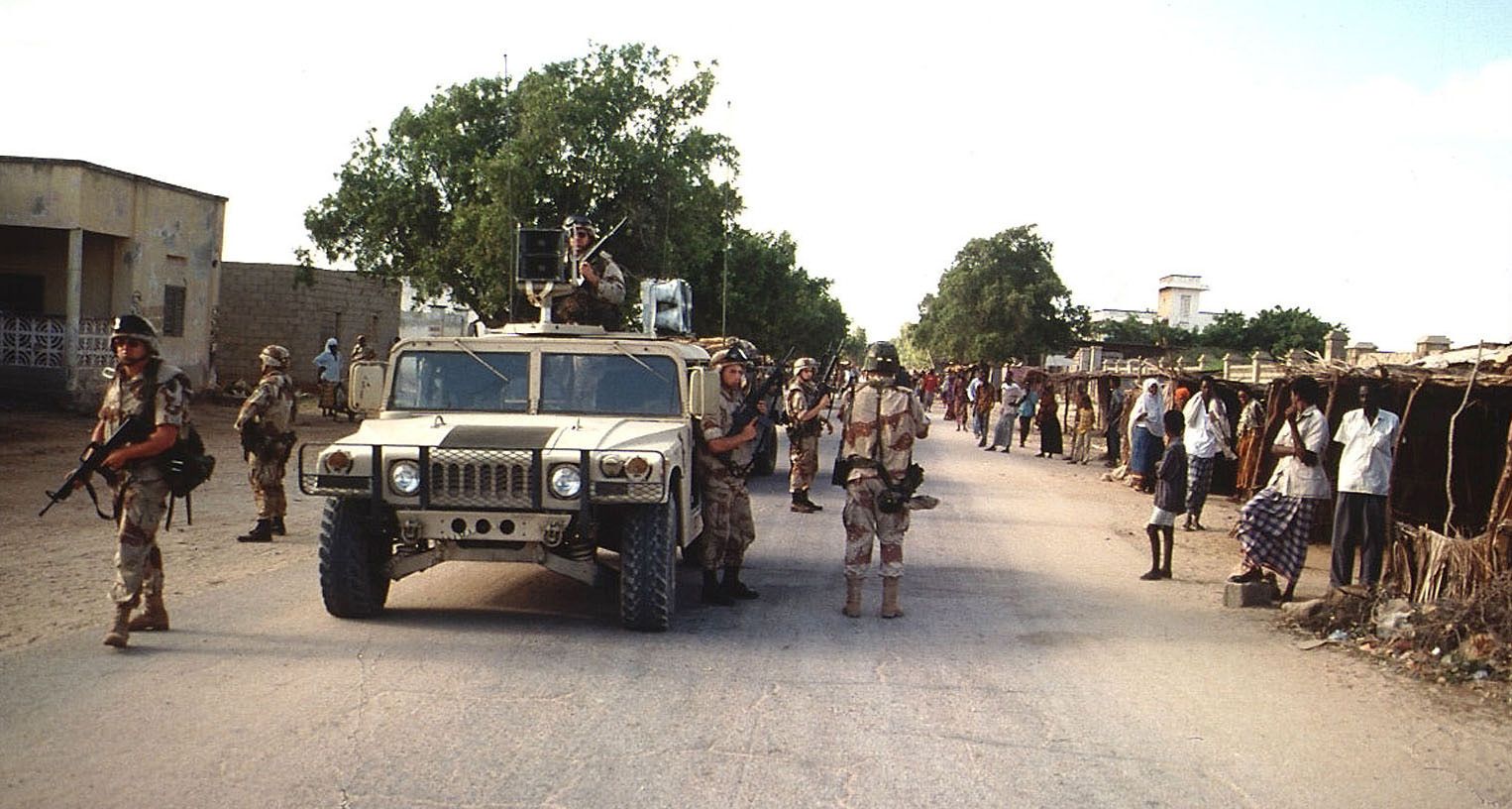
جنود أمريكيون في أحد شوارع مدينة كيسمايو (1993).
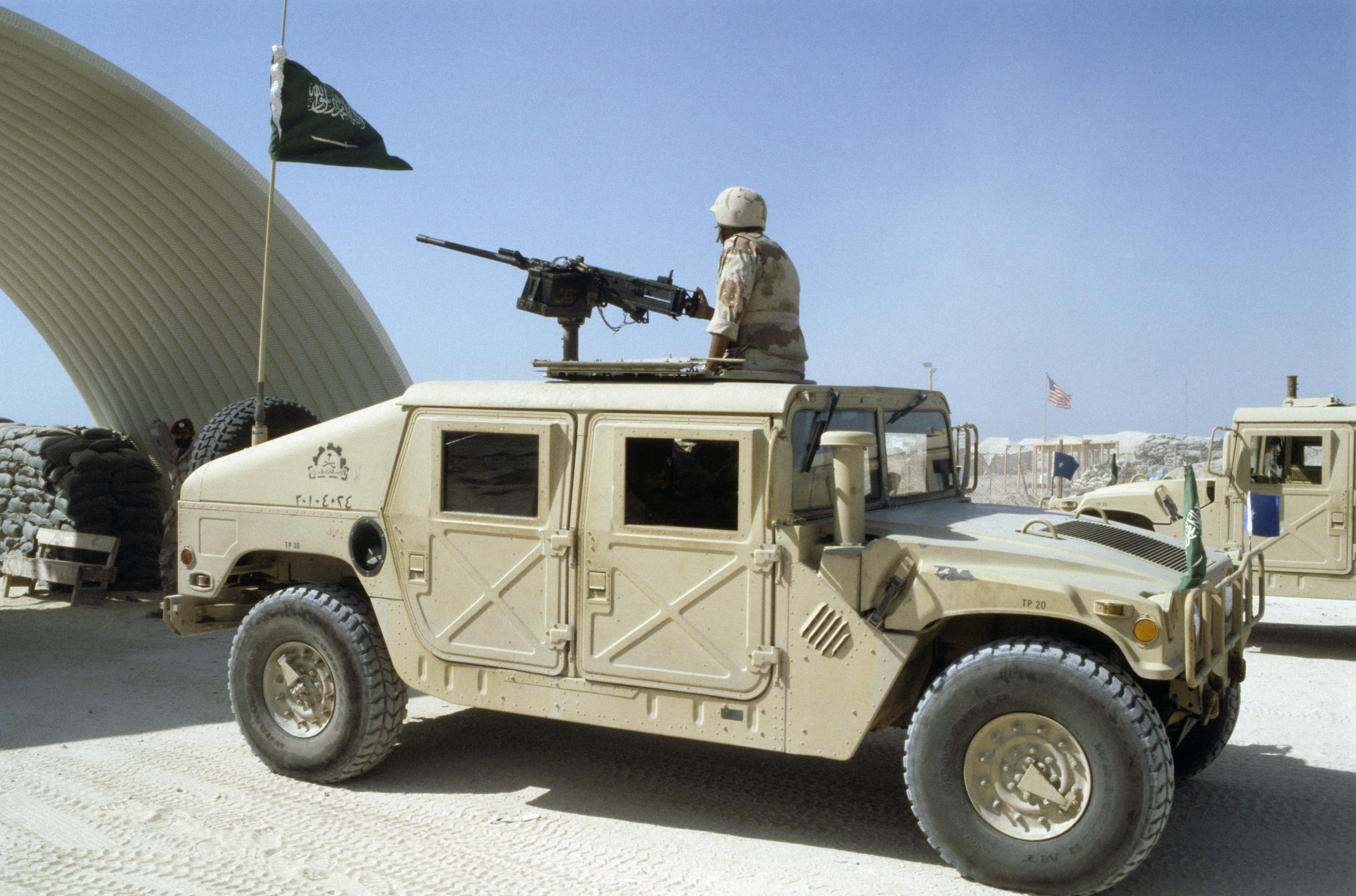
قوات سعودية.
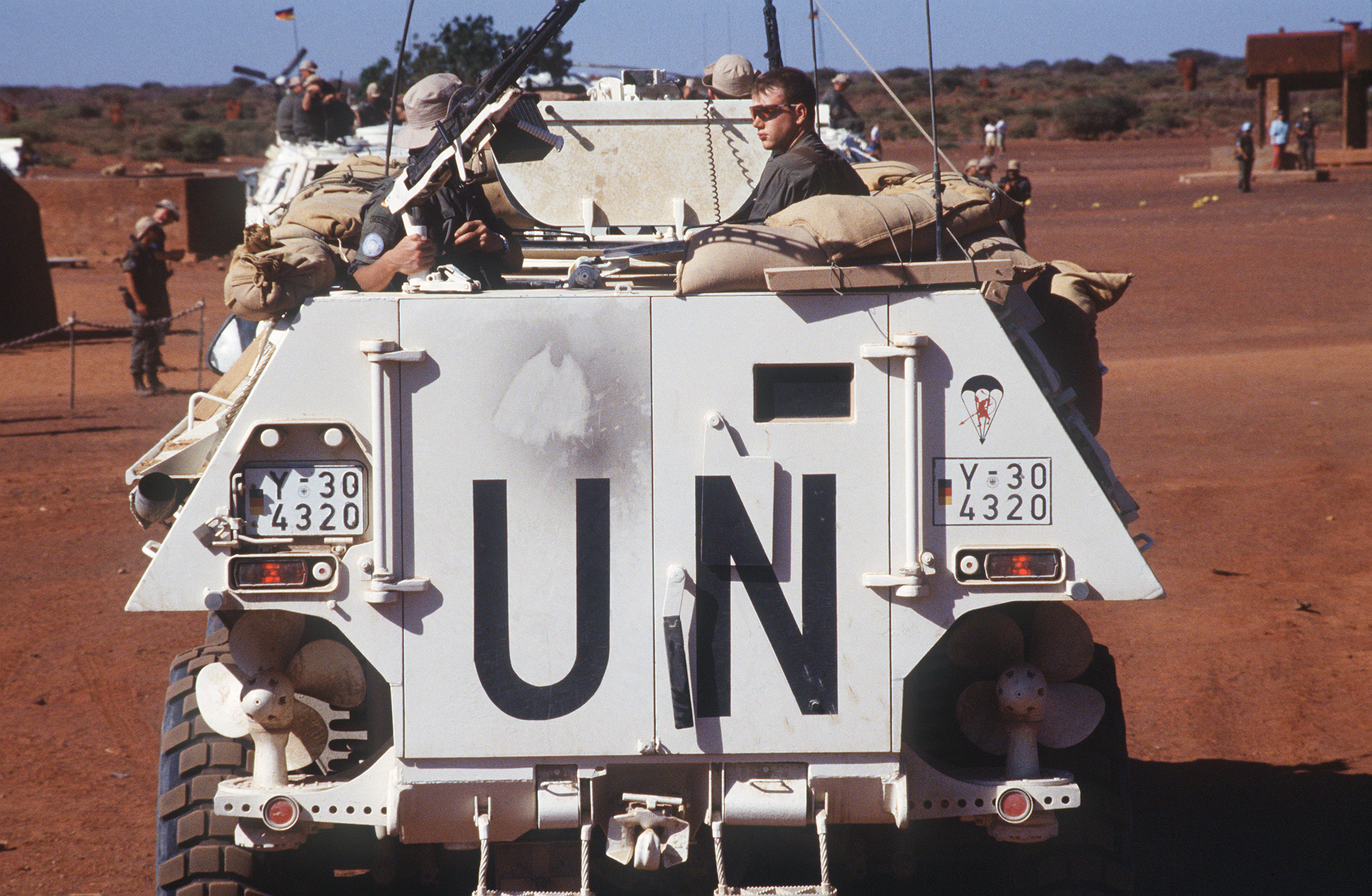
ناقلة جند ألمانية.
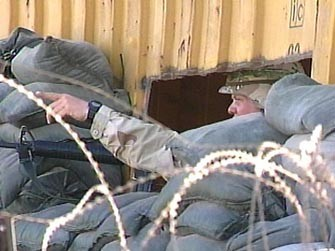
جندي أمريكي عند المدخل الرئيسي لميناء مقديشو يشير إلى موقع إطلاق نار مُحتمل لقناص (يناير 1994).